# Войцешиці (Нижньосілезьке воєводство)
Войцешиці (пол. Wojcieszyce) — село в Польщі, у гміні Стара Камениця Карконоського повіту Нижньосілезького воєводства.
Населення — 1181 особа (2011).
У 1975-1998 роках село належало до Єленьоґурського воєводства.

## Демографія
Демографічна структура станом на 31 березня 2011 року:
|          | Загалом | Допрацездатний вік | Працездатний вік | Постпрацездатний вік |
| -------- | ------- | ------------------ | ---------------- | -------------------- |
| Чоловіки | 590     | 116                | 438              | 36                   |
| Жінки    | 591     | 102                | 381              | 108                  |
| Разом    | 1181    | 218                | 819              | 144                  |